# Piotr Ciećwierz
Piotr Tadeusz Ciećwierz (ur. 30 czerwca 1962 w Warszawie) – polski dyplomata, arabista. Urzędnik mianowany służby cywilnej i służby zagranicznej. Ambasador RP w Libii (2013–2017). 

## Życiorys
Absolwent stosunków międzynarodowych o specjalizacji Afryka Północna i Bliski Wschód w Państwowym Moskiewskim Instytucie Stosunków Międzynarodowych (1988; praca magisterska nt. Libii). Ukończył również studia podyplomowe w Polskim Instytucie Spraw Międzynarodowych (Studium Służby Zagranicznej, 1989) oraz na Akademii Obrony Narodowej (Studium Obronności Państwa, 2001). W 2008 uzyskał dyplomy MBA w zakresie finansów międzynarodowych i marketingu międzynarodowego.
W służbie dyplomatycznej od 1988. Pracował na placówce w Libii. Po zakończeniu operacji „Pustynna Burza” otwierał ambasadę RP w Kuwejcie, gdzie do 1997 pełnił funkcję zastępcy szefa misji. W latach 1997–1999 pracował w misjach ONZ w Iraku i UNCTAD w Nigerii. W 2001 rozpoczął pracę jako radca w Departamencie Spraw Zagranicznych Kancelarii Prezesa Rady Ministrów, a potem dyrektor Departamentu Inwestycji Zagranicznych i Promocji Eksportu w Ministerstwie Gospodarki i Pracy. W 2005 wrócił do centrali Ministerstwa Spraw Zagranicznych – pełnił m.in. funkcję zastępcy dyrektora Departamentu Zagranicznej Polityki Ekonomicznej i zastępcy dyrektora Departamentu Dyplomacji Ekonomicznej. W latach 2013–2017 ambasador RP w Libii. Członek założyciel i honorowy prezes Polsko-Arabskiej Izby Gospodarczej. W 2022 zakończył pracę w MSZ.
Żonaty, ojciec córki.